# Ministri di Stato della Norvegia
Il ministro di Stato della Norvegia (in norvegese Statsminister) è il capo del governo del Regno di Norvegia.

## Elenco
| Nome | Nome                                                                                | Mandato                                             | Mandato           | Elezioni    |  | Partito politico                   |
| Nome | Nome                                                                                | Inizio                                              | Fine              | Elezioni    |  | Partito politico                   |
| ---- | ----------------------------------------------------------------------------------- | --------------------------------------------------- | ----------------- | ----------- |  | ---------------------------------- |
|      | Frederik Stang (Stokke, 4 marzo 1808 - Bærum, 8 giugno 1884)                        | 17 dicembre 1861                                    | 11 ottobre 1880   |             |  |                                    |
|      | Christian August Selmer (Halden, 16 novembre 1816 -Fredrikshald, 1º novembre 1889 ) | 11 ottobre 1880                                     | 11 marzo 1884     |             |  | Høyre                              |
|      | Christian Homann Schweigaard (Oslo, 14 ottobre 1838 - Oslo, 24 marzo 1889)          | 3 aprile 1884                                       | 26 giugno 1884    |             |  | Høyre                              |
|      | Johan Sverdrup (Tønsberg, 30 luglio 1816 - Oslo, 17 febbraio 1892)                  | 26 giugno 1884                                      | 13 luglio 1889    |             |  | Venstre                            |
|      | Emil Stang (Oslo, 14 giugno 1834 - Oslo, 4 luglio 1912)                             | 13 luglio 1889                                      | 6 marzo 1891      |             |  | Høyre                              |
|      | Johannes Steen (Oslo, 22 luglio 1827 - Voss, 1º aprile 1906)                        | 6 marzo 1891                                        | 2 maggio 1893     |             |  | Venstre                            |
|      | Emil Stang (Oslo, 14 giugno 1834 - Oslo, 4 luglio 1912)                             | 2 maggio 1893                                       | 14 ottobre 1895   |             |  | Høyre                              |
|      | Francis Hagerup (Horten, 22 gennaio 1853 - Oslo, 8 febbraio 1921)                   | 14 ottobre 1895                                     | 17 febbraio 1898  |             |  | Høyre                              |
|      | Johannes Steen (Oslo, 22 luglio 1827 - Voss, 1º aprile 1906)                        | 17 febbraio 1898                                    | 21 aprile 1902    |             |  | Venstre                            |
|      | Otto Blehr (Stånge, 17 febbraio 1847 - Oslo, 13 luglio 1927)                        | 21 aprile 1902                                      | 22 ottobre 1903   |             |  | Venstre                            |
|      | Francis Hagerup (Horten, 22 gennaio 1853 - Oslo, 8 febbraio 1921)                   | 22 ottobre 1903                                     | 11 marzo 1905     |             |  | Høyre                              |
|      | Christian Michelsen (Bergen, 15 marzo 1857 - Fana, 29 giugno 1925)                  | 11 marzo 1905                                       | 23 ottobre 1907   |             |  | Venstre Høyre Liberali di Sinistra |
|      | Jørgen Løvland (Evje, 3 febbraio 1848 - Oslo, 21 agosto 1922)                       | 23 ottobre 1907                                     | 19 marzo 1908     |             |  | Venstre                            |
|      | Gunnar Knudsen (Arendal, 19 settembre 1848 - Skien, 1º dicembre 1928)               | 18 marzo 1908                                       | 2 febbraio 1910   |             |  | Venstre                            |
|      | Wollert Konow (Fana, 6 agosto 1845 - Fana, 15 marzo 1924)                           | 2 febbraio 1910                                     | 20 febbraio 1912  |             |  | Venstre Liberali di Sinistra       |
|      | Jens Bratlie (Nordre Land, 17 gennaio 1856 - Oslo, 15 settembre 1939)               | 20 febbraio 1912                                    | 31 gennaio 1913   |             |  | Høyre                              |
|      | Gunnar Knudsen (Arendal, 19 settembre 1848 - Skien, 1º dicembre 1928)               | 31 gennaio 1913                                     | 21 giugno 1920    |             |  | Venstre                            |
|      | Otto Bahr Halvorsen (Oslo, 28 maggio 1872 - Oslo, 23 maggio 1923)                   | 21 giugno 1920                                      | 22 giugno 1921    |             |  | Høyre                              |
|      | Otto Blehr (Stånge, 17 febbraio 1847 - Oslo, 13 luglio 1927)                        | 22 giugno 1921                                      | 6 marzo 1923      |             |  | Venstre                            |
|      | Otto Bahr Halvorsen (Oslo, 28 maggio 1872 - Oslo, 23 maggio 1923)                   | 6 marzo 1923                                        | 30 maggio 1923    |             |  | Høyre                              |
|      | Abraham Berge (Lyngdal, 20 agosto 1851 - Tønsberg, 10 luglio 1936)                  | 30 maggio 1923                                      | 25 luglio 1924    |             |  | Venstre Liberali di Sinistra       |
|      | Johan Ludwig Mowinckel (Bergen, 22 ottobre 1870 - New York, 30 settembre 1943)      | 25 luglio 1924                                      | 5 marzo 1926      |             |  | Venstre                            |
|      | Ivar Lykke (Trondheim, 8 gennaio 1872 - Trondheim, 6 dicembre 1949)                 | 5 marzo 1926                                        | 28 gennaio 1928   |             |  | Høyre                              |
|      | Christopher Hornsrud (Øvre Eiker, 15 novembre 1859 - Oslo, 12 dicembre 1960)        | 28 gennaio 1928                                     | 15 febbraio 1928  |             |  | Partito Laburista                  |
|      | Johan Ludwig Mowinckel (Bergen, 22 ottobre 1870 - New York, 30 settembre 1943)      | 15 febbraio 1928                                    | 12 maggio 1931    |             |  | Venstre                            |
|      | Peder Kolstad (Østfold, 28 novembre 1878 - Oslo, 5 marzo 1932)                      | 12 maggio 1931                                      | 1º febbraio 1932  |             |  | Partito di Centro                  |
|      | Jens Hundseid (Vindafjord, 6 maggio 1883 - Oslo, 13 dicembre 1963)                  | 14 marzo 1932                                       | 3 marzo 1933      |             |  | Partito di Centro                  |
|      | Johan Ludwig Mowinckel (Bergen, 22 ottobre 1870 - New York, 30 settembre 1943)      | 3 marzo 1933                                        | 20 marzo 1935     |             |  | Venstre                            |
|      | Johan Nygaardsvold (Hommelvik, 13 marzo 1879 - Trondheim, 9 settembre 1952)         | 19 marzo 1935 (capo del governo in esilio dal 1940) | 25 giugno 1945    |             |  | Partito Laburista                  |
|      | Vidkun Quisling (Fyresdal, 18 luglio 1887 - Oslo, 24 ottobre 1945)                  | 1º febbraio 1942                                    | 9 maggio 1945     |             |  | Unione Nazionale                   |
|      | Einar Gerhardsen (Asker, 10 maggio 1897 - Oslo, 19 settembre 1987)                  | 25 giugno 1945                                      | 19 novembre 1951  |             |  | Partito Laburista                  |
|      | Oscar Torp (Skjeberg, 8 giugno 1893 - Oslo, 1º maggio 1958)                         | 19 novembre 1951                                    | 22 gennaio 1955   |             |  | Partito Laburista                  |
|      | Einar Gerhardsen (Asker, 10 maggio 1897 - Oslo, 19 settembre 1987)                  | 22 gennaio 1955                                     | 28 agosto 1963    |             |  | Partito Laburista                  |
|      | John Lyng (Trondheim, 22 agosto 1905 - Bærum, 18 gennaio 1978)                      | 28 agosto 1963                                      | 25 settembre 1963 |             |  | Høyre Liberali di Sinistra         |
|      | Einar Gerhardsen (Asker, 10 maggio 1897 - Oslo, 19 settembre 1987)                  | 25 settembre 1963                                   | 12 ottobre 1965   |             |  | Partito Laburista                  |
|      | Per Borten (Flå, 3 aprile 1913 - Trondheim, 20 gennaio 2005)                        | 12 ottobre 1965                                     | 17 marzo 1971     | 1965 ·1969  |  | Partito di Centro                  |
|      | Trygve Bratteli (Nøtterøy, 1º gennaio 1910 - Oslo, 20 novembre 1984)                | 17 marzo 1971                                       | 18 ottobre 1972   | 1969        |  | Partito Laburista                  |
|      | Lars Korvald (Mjøndalen, 29 aprile 1916 - Mjøndalen, 4 luglio 2006)                 | 18 ottobre 1972                                     | 16 ottobre 1973   | 1969        |  | Partito Popolare Cristiano         |
|      | Trygve Bratteli (Nøtterøy, 1º gennaio 1910 - Oslo, 20 novembre 1984)                | 16 ottobre 1973                                     | 15 gennaio 1976   | 1973        |  | Partito Laburista                  |
|      | Odvar Nordli (Stånge, 3 novembre 1927 - Oslo, 9 gennaio 2018)                       | 15 gennaio 1976                                     | 4 gennaio 1981    | 1977        |  | Partito Laburista                  |
|      | Gro Harlem Brundtland (Bærum, 20 aprile 1939 - vivente)                             | 4 gennaio 1981                                      | 14 ottobre 1981   | 1981        |  | Partito Laburista                  |
|      | Kåre Willoch (Oslo, 3 ottobre 1928 - Oslo, 6 dicembre 2021)                         | 14 ottobre 1981                                     | 9 maggio 1986     | 1981        |  | Høyre                              |
|      | Gro Harlem Brundtland (Bærum, 20 aprile 1939 - vivente)                             | 9 maggio 1986                                       | 16 ottobre 1989   | 1985        |  | Partito Laburista                  |
|      | Jan P. Syse (Nøtterøy, 25 novembre 1930 - Oslo, 17 settembre 1997)                  | 16 ottobre 1989                                     | 3 novembre 1990   | 1989        |  | Høyre                              |
|      | Gro Harlem Brundtland (Bærum, 20 aprile 1939 - vivente)                             | 3 novembre 1990                                     | 25 ottobre 1996   | 1989 · 1993 |  | Partito Laburista                  |
|      | Thorbjørn Jagland (Drammen, 5 novembre 1950 - vivente)                              | 25 ottobre 1996                                     | 17 ottobre 1997   | 1993        |  | Partito Laburista                  |
|      | Kjell Magne Bondevik (Molde, 3 settembre 1947 - vivente)                            | 17 ottobre 1997                                     | 17 marzo 2000     | 1997        |  | Partito Popolare Cristiano         |
|      | Jens Stoltenberg (Oslo, 16 marzo 1959 - vivente)                                    | 3 marzo 2000                                        | 19 ottobre 2001   | 1997        |  | Partito Laburista                  |
|      | Kjell Magne Bondevik (Molde, 3 settembre 1947 - vivente)                            | 19 ottobre 2001                                     | 17 ottobre 2005   | 2001        |  | Partito Popolare Cristiano         |
|      | Jens Stoltenberg (Oslo, 16 marzo 1959 - vivente)                                    | 17 ottobre 2005                                     | 16 ottobre 2013   | 2005 · 2009 |  | Partito Laburista                  |
|      | Erna Solberg (Bergen, 24 febbraio 1961 - vivente)                                   | 16 ottobre 2013                                     | 14 ottobre 2021   | 2013 · 2017 |  | Høyre                              |
|      | Jonas Gahr Støre (Oslo, 25 agosto 1960 - vivente)                                   | 14 ottobre 2021                                     | in carica         | 2021        |  | Partito Laburista                  |